# Balaka (plante)
Pour les articles homonymes, voir Balaka.
Genre
Balaka est un genre de plantes à fleurs de la famille des Arecaceae (les palmiers) dont les espèces sont natives des îles Fidji et de Samoa.

## Classification
- Sous-famille des Arecoideae
  - Tribu des Areceae
    - Sous-tribu des Ptychospermatinae [2]

Le genre Balaka partage sa sous-tribu avec treize autres genres : Ptychosperma, Ponapea, Adonidia,  Veitchia, Carpentaria, Wodyetia, Drymophloeus, Normanbya, Brassiophoenix,  Ptychococcus,  Jailoloa, Manjekia et Wallaceodoxa

## Liste d'espèces
Selon Plants of the World online (POWO) (16 fevrier 2022) :
- Balaka diffusa Hodel
- Balaka insularis 		Zona & W.J.Baker
- Balaka longirostris Becc.
- Balaka macrocarpa Burret
- Balaka microcarpa Burret
- Balaka pauciflora (H.Wendl.) H.E.Moore
- Balaka samoensis Becc.
- Balaka seemannii (H.Wendl.) Becc.
- Balaka streptostachys D.Fuller & Dowe
- Balaka tahitensis (H.Wendl.) Becc.

Selon BioLib (21 avril 2019) et The Plant List (21 avril 2019) :
- Balaka diffusa Hodel
- Balaka longirostris Becc.
- Balaka macrocarpa Burret
- Balaka microcarpa Burret
- Balaka pauciflora (H.Wendl.) H.E.Moore
- Balaka samoensis Becc.
- Balaka seemannii (H.Wendl.) Becc.
- Balaka streptostachys D.Fuller & Dowe
- Balaka tahitensis (H.Wendl.) Becc.

Selon Catalogue of Life (21 avril 2019) et World Checklist of Selected Plant Families (WCSP) (21 avril 2019) :
- Balaka diffusa Hodel (2010)
- Balaka insularis Zona & W.J.Baker (2014)
- Balaka longirostris Becc. (1914)
- Balaka macrocarpa Burret (1935)
- Balaka microcarpa Burret (1940)
- Balaka pauciflora (H.Wendl.) H.E.Moore (1957)
- Balaka samoensis Becc. (1914)
- Balaka seemannii (H.Wendl.) Becc. (1885)
- Balaka streptostachys D.Fuller & Dowe (1999)
- Balaka tahitensis (H.Wendl.) Becc. (1914)

Selon Tropicos (21 avril 2019) (Attention liste brute contenant surtout des synonymes) :
- Balaka brachychlamys Burret
- Balaka burretiana Christoph.
- Balaka cuneata Burret
- Balaka gracilis Burret
- Balaka kersteniana (Sander) Becc. ex Martelli
- Balaka leprosa A.C. Sm.
- Balaka longirostris Becc.
- Balaka macrocarpa Burret
- Balaka microcarpa Burret
- Balaka minuta Burret
- Balaka pauciflora (H. Wendl.) H.E. Moore
- Balaka perbrevis (H. Wendl.) Becc.
- Balaka polyclada Burret
- Balaka rechingeriana Burret
- Balaka reineckei (Warb.) Burret
- Balaka samoensis Becc.
- Balaka seemannii (H. Wendl.) Becc.
- Balaka siliensis Christoph.
- Balaka spectabilis Burret
- Balaka streptostachys D.Fuller & Dowe
- Balaka tahitensis (H. Wendl.) Becc.
- Balaka tuasivica Christoph.